# Bournazel (Aveyron)
Bournazel (okzitanisch: Bornasèl) ist eine französische Gemeinde mit 325 Einwohnern (Stand: 1. Januar 2022) im Département Aveyron in der Region Okzitanien (vor 2016: Midi-Pyrénées). Sie gehört zum Arrondissement Villefranche-de-Rouergue (bis 2017: Arrondissement Rodez) und zum Kanton Enne et Alzou. Die Einwohner werden Bournazelois genannt.

## Geografie
Bournazel liegt etwa 31 Kilometer nordwestlich von Rodez. Umgeben wird Bournazel von den Nachbargemeinden Auzits im Norden und Nordosten, Escandolières im Osten, Goutrens im Südosten, Rignac im Süden, Roussennac im Westen sowie Lugan im Nordwesten.

## Bevölkerungsentwicklung
| 1962                       | 1968 | 1975 | 1982 | 1990 | 1999 | 2006 | 2019 |
| -------------------------- | ---- | ---- | ---- | ---- | ---- | ---- | ---- |
| 467                        | 400  | 378  | 354  | 298  | 246  | 329  | 356  |
| Quellen: Cassini und INSEE |      |      |      |      |      |      |      |

## Sehenswürdigkeiten
- Kirche Saint-Sébastien
- Kapelle Notre-Dame-du-Fraysse
- Schloss Bournazel, seit 1942 Monument historique

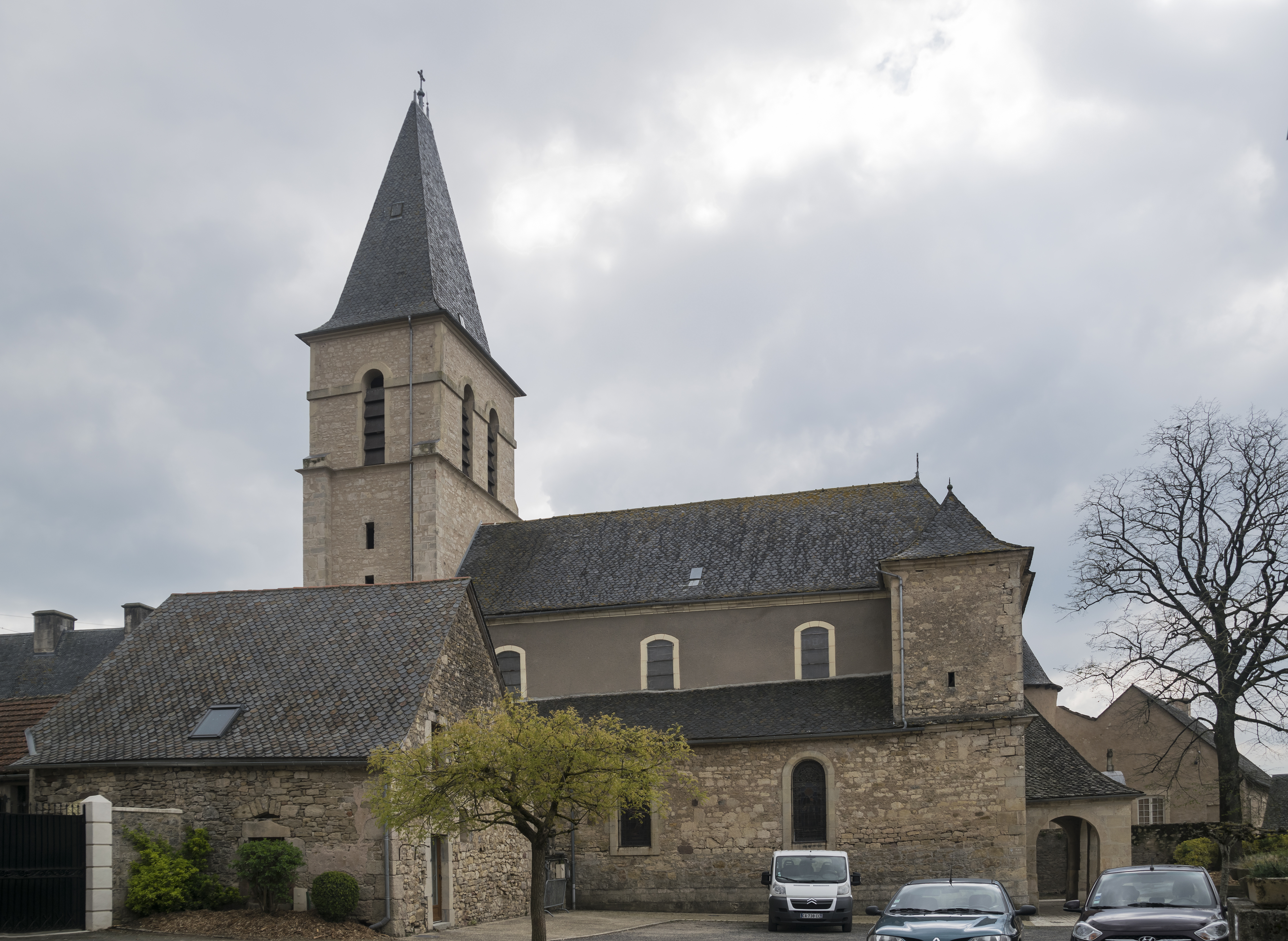
Kirche Saint-Sébastien
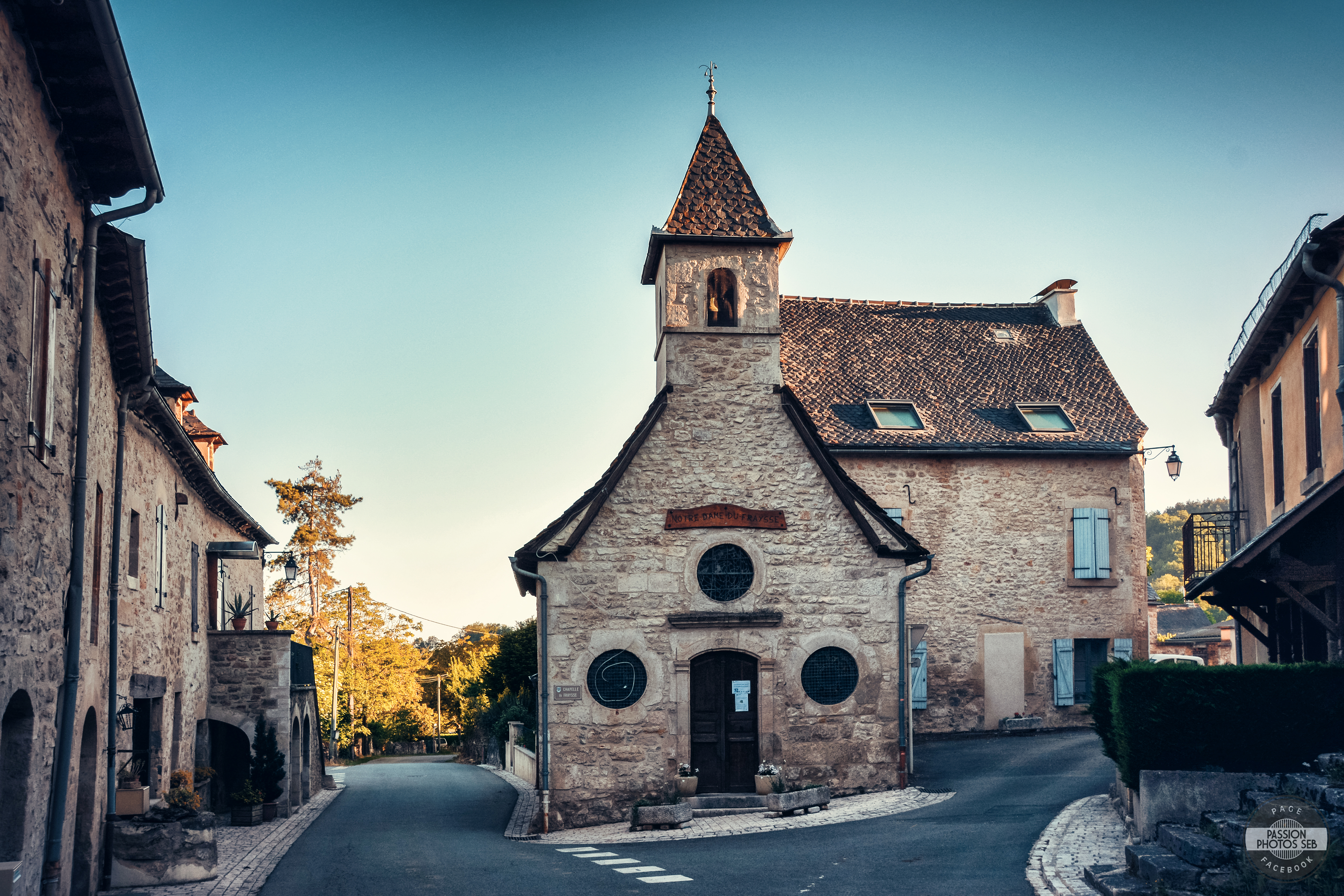
Kapelle Notre-Dame-du-Fraysse
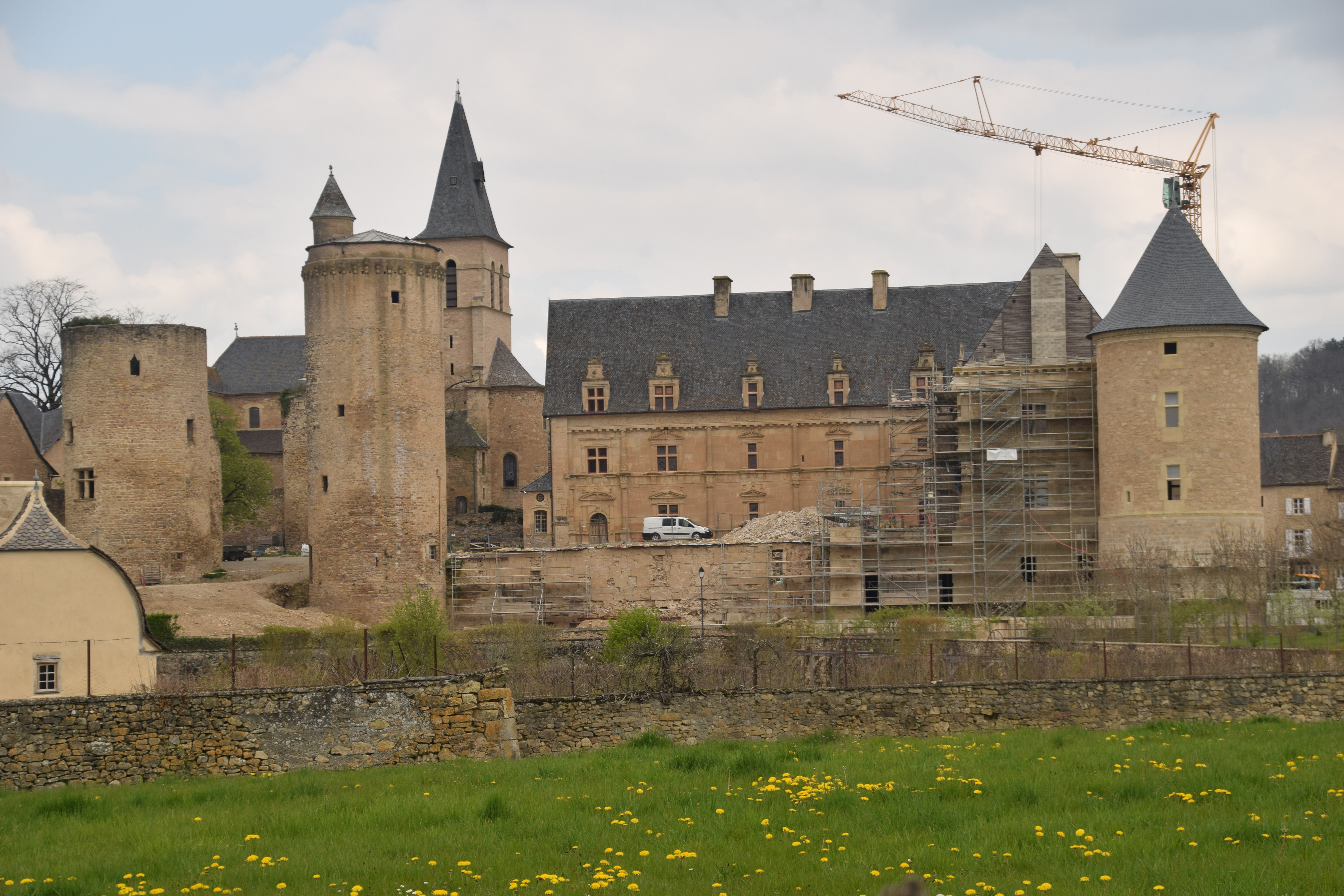
Schloss Bournazel